# 藤吉弘亘
藤吉 弘亘（ふじよし ひろのぶ、1969年11月 - ）は、日本の工学者。中部大学教授。専門は画像処理工学、コンピュータビジョン。

## 経歴
1969年岐阜県生まれ。1988年岐阜県立岐南工業高等学校卒業。1992年中部大学工学部電子工学科卒業。1997年同大学大学院工学研究科電気工学専攻博士課程単位取得満期退学。博士（工学）。
米国カーネギーメロン大学（Carnegie Mellon University）ロボット工学研究所研究員を経て、2004年中部大学准教授、2010年中部大学教授。

## 受賞歴
- 2010年 山下記念研究賞
- 2019年 MIRU長尾賞

## 著作
- ディジタル画像処理（共著、CGーARTS協会、2006）ISBN 978-4903474014
- 実践ロボットプログラミング―LEGO Mindstorms NXTで目指せロボコン!（共著、近代科学社、2009）ISBN 978-4764903784